# Wapno (gemeente)
De gemeente Wapno is een landgemeente in het Poolse woiwodschap Groot-Polen, in powiat Wągrowiecki.
De zetel van de gemeente is in Wapno.
Op 30 juni 2004 telde de gemeente 3077 inwoners.

## Oppervlakte gegevens
In 2002 bedroeg de totale oppervlakte van gemeente Wapno 44,19 km², waarvan:
- agrarisch gebied: 83%
- bossen: 8%

De gemeente beslaat 4,25% van de totale oppervlakte van de powiat.

## Demografie
Stand op 30 juni 2004:
| Omschrijving                   | Totaal | Totaal | Vrouwen | Vrouwen | Mannen | Mannen |
| ------------------------------ | ------ | ------ | ------- | ------- | ------ | ------ |
| eenheid                        | aantal | %      | aantal  | %       | aantal | %      |
| inwoners                       | 3077   | 100    | 1557    | 50,6    | 1520   | 49,4   |
| bevolkingsdichtheid (inw./km²) | 69,6   | 69,6   | 35,2    | 35,2    | 34,4   | 34,4   |

In 2002 bedroeg het gemiddelde inkomen per inwoner 1491,65 zł.

## Administratieve plaatsen (sołectwo)
Aleksandrowo, Graboszewo, Komasin, Podolin, Rusiec, Srebrna Góra, Stołężyn, Wapno, Wapno Południowe.

## Aangrenzende gemeenten
Damasławek, Gołańcz, Kcynia, Żnin